# Vindkraftværk
Vindkraftværk eller elektricitetsproducerende vindmøller er konstruktioner, der omdanner vindenergi til elektricitet. Populært kaldes vindkraftværker for vindmøller.
Elektricitetsproducerende vindmøller udgør i dag, 2016, den vigtigste form udnyttelse af vindenergi.
Den dominerende vindmølletype har tre vinger på en roterende akse, som er koblet til en generator, der er monteret i et vindmølletårn.
Vindmøller kan opsættes enkeltvis eller i grupper.
De mindste vindmøller kaldes for husstandsvindmøller og producerer typisk ikke mere end en husstands forbrug.
Vindmøller opsat i grupper kaldes for vindmølleparker.
Vindmøllernes elektricitetsproduktion omformes i en transformator eller på en transformatorstation før det føres ud på elektricitetsnettet.

## Installationsområder
Møllerne kan installeres i følgende områder:

### Landområder
Enten enkeltstående eller i vindmølleparker.

### Hav- og søområder
Oftest offshore i havvindmølleparker og i få tilfælde som enkeltstående møller, bl.a som flydende møller.

## Vindkraftværkers historie
Charles Francis Brush (1849 – 1929) byggede 1887/88 en vindmølle der opladede et batteri som forsynede et hus med elektricitet.
1891 opførte fysikeren og opfinderen Poul la Cour, "Forsøgsmøllen" ved Askov Højskole og. omkring 1900 begyndte han at udvikle vinddrevne elværker.
Under 2. verdenskrig var der mangel på kul og olie, herefter byggede F.L. Smidth 50 60-70 kW vindmøller til elproduktion. Efter 2. verdenskrig da olie og kul igen blev hovedenergikilden, forsvandt interessen for vindkraft. Kun hos det lille sjællandske elselskab SEAS på Sydsjælland fortsatte man indtil 1957 at bygge elproducerende vindmøller. SEAS byggede blandt andet verdens første vekselstrømsproducerende mølle Vester Egesborg Møllen ved Vester Egesborg i Sydsjælland og i 1957 Gedsermøllen. Efterhånden faldt oliepriserne så meget at interessen for vindkraft ebbede ud. Gedsermøllen blev nedlagt i 1967 og generatorhuset og de 3 vinger befinder sig nu på Energimuseet ved Tange Sø i Midtjylland.
Fra omkring 1970 blev der i Danmark bygget mange møller på 20-50 kW med 12–15 m rotordiameter og med tårnhøjder på op til 20 m. Særlig efter energikrisen i 1973 var der igen en stigende interesse for vindkraft. Christian Riisager konstruerede og startede Danmarks første egentlige serieproduktion af elmøller. I 1978 blev der opført fem Riisagermøller. Fra 1979 til 1985 stod der en Riisagermølle på forsøgsstation Risø, hvor man lavede målinger for at kunne vejlede den nye danske mølleindustri. Møllen er nu udstillet på Energimuseet ved Tange Sø.
1978 indviede skolesamvirket Tvind ved Ulfborg i Vestjylland Tvindmøllen, som fra 1978 til 2000 var Danmarks største vindmølle. Den begyndte at producere strøm i 1978 og var med til at sætte yderligere gang i en egentlig forskning og udvikling inden for vindenergi.
Siden er møllestørrelserne vokset, så de største møller har effekter på flere MW, rotordiametre på ca. 100 m og tårnhøjder på op til 100 m, i mange tilfælde placeret i vindmølleparker på havet: Anholt Havmøllepark (Danmarks største), Horns Rev Havmøllepark, Horns Rev 2, ved Lyngdrup, Middelgrundens Vindmøllepark, Vindmølleparken Nørrekær Enge, Rødsand Havmøllepark, på Tunø – den største projekteret ved Ringkøbing "Nørhede til Hjortmose" med 22 vindmøller med højde på 149,9 m
Anlæggelse af vindmølleanlæg er i nutiden udsat for NIMBY-effekten, som er et akronym for "Not In My Back Yard", ikke i min baghave. Fænomenet beskriver modstand mod ændringer af ens nærområde, men ikke mod ændringer i andres nærområde.
Udtrykket bruges ofte af vindmølletilhængere for at kompromittere vindmølleskeptikere.

## Vindkraftværkers teknik
Et moderne vindkraftanlæg er en transducer, som omdanner vindenergi til mekanisk arbejde og efterfølgende til elektricitet via en generator og eventuelt en gearkasse. Moderne vindmøller bruges i dag stort set kun til fremstilling af elektricitet; i Danmark spiller de en vigtig rolle i den vedvarende energiforsyning.
Vindmøller har førhen primært været opstillet på landjorden, men inden for de seneste par år er flere vindmølleparker blevet oprettet i havet ud for kysten. Fordelen ved havvindmøller er, at placeringen på havet giver en kraftigere og mere jævn vind, og samtidig slipper man for eventuelle protester fra lokale beboere. Til gengæld er strøm produceret fra havvindmøller dyrere, dels pga. større anlægsomkostninger til fundament og havkabler, men også fordi det er vanskeligere at vedligeholde møllerne som udsættes for et stort slid på grund af det barske havmiljø.
De fleste af nutidens møllers vinger roterer mod højre og har tre vinger. Antallet af vinger er et kompromis mellem møllens ydelse, stabilitet og særligt pris. Jo flere vinger en mølle har, desto lavere vindhastigheder kan den arbejde under, da den får et større moment. F.eks. kræver en en-vinget vindmølle meget store vindhastigheder før den kan begynde at dreje, men da vingerne er den dyreste del af en vindmølle, kan det ikke svare sig at bygge vindmøller med særligt mange vinger. Vindmøller med to vinger er væsentlig mere stabile end en-vingede vindmøller, men møllen udsættes for kraftige belastning når vingerne står lodret og de modsatrettede vinger kan forstærke hinandens rystelser. For en stabil mølle kræves som minimum tre vinger. Flere vinger giver for dyre møller i forhold til gevinsten. Særligt ikke i forhold til at møllerne normalt placeres, hvor lave vindhastigheder sjældent forekommer.
På de moderne vindkraftanlæg kan skråstillingen justeres automatisk, for at få den maksimale vindstrømning omkring vingen og dermed den maksimale ydelse. Det sker ved, at hele vingen drejes om sin egen akse oftest ved hjælp af et hydraulisk system.
Et vindkraftværk kan i følge Betz lov maksimalt tage 59 procent af den kinetiske energi ud af al vind, der strømmer gennem et areal. Hvis de enkelte møller i en vindkraftpark står tæt efter hinanden, vil der skabes delvis læ bag møllerne.

## Rotortyper
Møllevinger drives frem efter to forskellige principper: Modstandstypen og opdriftstypen.
Modstandstypen
Vingerne er i princippet plader der trykkes frem af vinden, vingerne indstilles således af den resulterende vindretning er omtrent vinkelret på vingefladen.
Opdriftstypen
Vingerne virker her som på en flyvinge, hvor vingens fremdrift er forskellen mellem vingens opdrift og modstand projekteret på vingens bevægelsesretning. Dette er gældende for moderne vindmøllevinger, der alle har et aerodynamisk profil.

## Påvirkninger

### Vindmøllestøj
Vindkraftværker kan skabe støj ved både høje og lave frekvenser.
Støjen kan komme fra de roterende vinger og fra maskinkomponenterne.
I Danmark regulerer bekendtgørelser vindmøllestøj.

### Lysgener
Vindkraftværker kan med deres skygge være til gene for naboer.
Når vingerne roterer kan skyggekastet skabe en stroboskopagtig effekt.
Lysgener kan også opstå ved refleksblink, hvor sollys reflekteres i møllevingens blanke overflade.
Høje vindmøller skal afmærkes med lys af hensyn til flysikkerheden.

### Konsekvenser for dyrelivet
På Smøla alene er der fundet mere end 500 fugle omkommet efter sammenstød med øens vindturbiner; 96 af dem var havørne, mens 200 var ryper.
Tysk vindkraft alene dræber 1.200 tons insekter årligt. De døde insekter, som klistrer sig til vindturbinerne, fører også til enorme energitab.